# Arzachena
Arzachena (galurski: Alzachèna, sardinski: Altzaghèna) je grad i općina (comune) u pokrajini Sassariju u regiji Sardiniji, Italija. Nalazi se na nadmorskoj visini od 85 metara i ima 13 650 stanovnika.
 Prostire se na 230,85 km2. Gustoća naseljenosti je 59 st/km2.
Susjedne općine su: Luogosanto, Luras, Olbia, Palau, Tempio Pausania i Sant'Antonio di Gallura.